# Saint-Loup-Géanges
Saint-Loup-Géanges è un comune francese di 1 609 abitanti situato nel dipartimento della Saona e Loira nella regione della Borgogna-Franca Contea.
È stato creato il 1º gennaio 2003 dalla fusione dei comuni di Saint-Loup-de-la-Salle e di Géanges.

## Società

### Evoluzione demografica
Abitanti censiti